# Toxocara

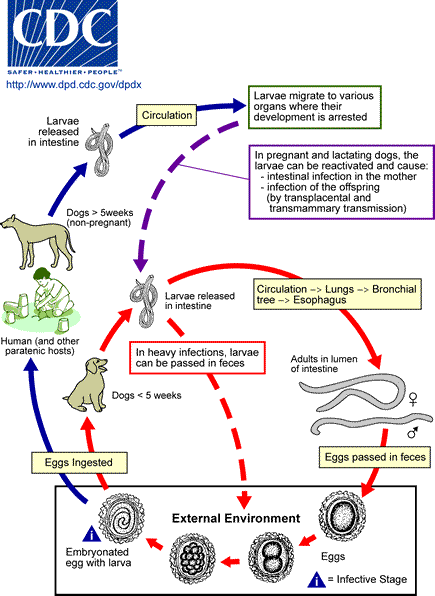
Ciclo vitale di Toxocara canis

Il genere Toxocara raggruppa alcune specie di parassiti responsabili di zoonosi (in quanto gli ospiti definitivi di questi nematodi sono rappresentati da animali come il cane e gatto); possono anche infettare l'uomo per ingestione di uova che si ritrovano in acqua o cibo contaminato da feci di animali infetti.
Nello stomaco degli animali, le uova si schiudono rilasciando le larve che penetrano attraverso la parete intestinale e vanno in circolo, raggiungendo vari organi, primo tra tutti il polmone. Da qui la larva risale le vie aeree fino alla faringe, per essere deglutita e giungere di nuovo nell'intestino.

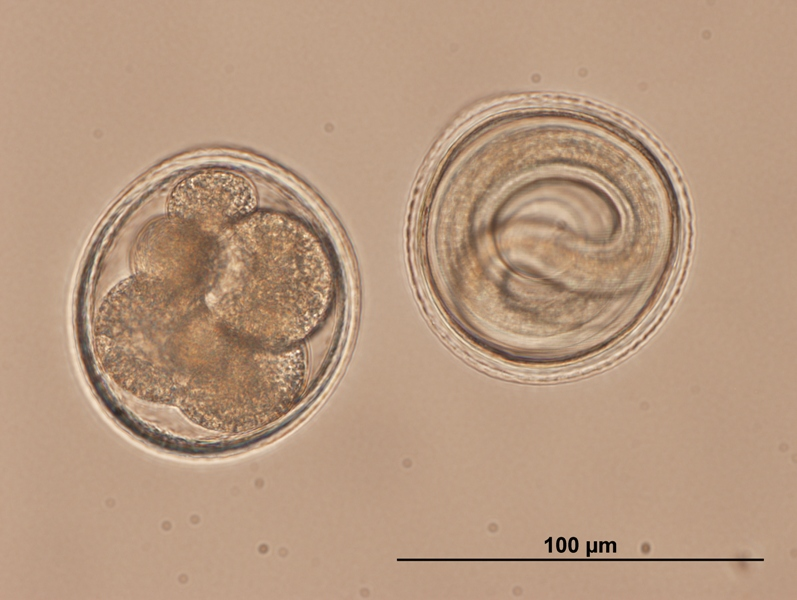
Uova e embrione di Toxocara

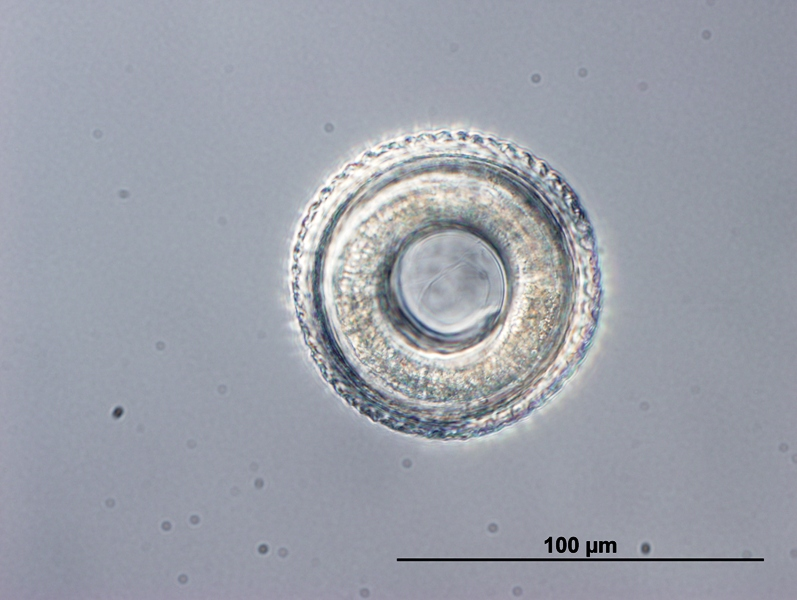
Larva di Toxocara

Qui la larva, che nel frattempo è maturata, si sviluppa nella forma adulta e produce uova che vengono rilasciate con le feci. Con l'ingestione delle uova da parte di un altro ospite ha inizio un nuovo ciclo. Nell'uomo il ciclo completo non avviene e le larve non possono maturare ad adulti. Una volta che le uova si schiudono e fuoriescono le larve, queste ultime migrano nei tessuti (fegato, polmoni, cute, occhio, cervello) dando diverse patologie a seconda dell'organo coinvolto e della carica infestante. Le larve possono causare fenomeni di migrazione sottocutanea.
La Toxocara canis, a differenza della Toxocara cati, è in grado di attraversare la placenta. Entrambe le specie possono essere trasmesse attraverso il colostro.
La diagnosi si effettua tramite test ELISA e western blot per ricerca di antigeni specifici, oppure tramite biopsia e tecniche istologiche. Negli animali domestici la diagnosi è prevalentemente effettuata mediante visualizzazione delle uova nelle feci, mediante esame coprologico a fresco o post-flottazione.

## Specie
Secondo il Catalogue of Life aggiornato a dicembre 2024, le specie del genere Toxocara sono le seguenti:
- Toxocara canis (Werner, 1782) Stiles, 1905
- Toxocara cati (Schrank, 1788) Baylis & Daubney, 1923
- Toxocara genettae Warren, 1972
- Toxocara mystax (Zeder, 1800) Stiles, 1907
- Toxocara vitulorum (Goeze, 1782)